# Manuel Lanzini
Manuel Lanzini (ur. 15 lutego 1993 w Ituzaingó) – argentyński piłkarz występujący na pozycji ofensywnego pomocnika w argentyńskim klubie River Plate. W latach 2017–2019 reprezentant Argentyny. Posiada również obywatelstwo włoskie.
Jego brat Tomás Lanzini również jest piłkarzem.

## Kariera
Lanzini zadebiutował w dorosłej drużynie River Plate 8 sierpnia 2010 roku, w meczu przeciwko Tigre, w którym rozegrał 45 minut. W drugim występie zaliczył asystę, przy golu Rogelio Funesa Mori, a River wygrało to spotkanie 3-2. Po nieoczekiwanym spadku River Plate do drugiej ligi, po Sezonie Zamknięcia 2011, został wypożyczony do brazylijskiego Fluminense FC, do końca sezonu 2011-2012. Latem 2014 roku podpisał kontrakt z klubem Al-Jazira Club. 22 lipca 2015 roku trafił na wypożyczenie do West Ham United. W angielskim klubie spędził osiem lat. W sierpniu 2023 ogłoszono powrót Lanziniego do River Plate.